# Linda Hopkins
Linda Hopkins, właśc. Melinda Helen Matthews (ur. 14 grudnia 1924 w Nowym Orleanie, zm. 10 kwietnia 2017 w Milwaukee) – amerykańska piosenkarka gospel i aktorka.

## Wybrana filmografia
- 1981: Purlie jako siostra Hopkins
- 1985: Go Tell It On the Mountain jako siostra McCandless
- 1994: Karzeł 2 jako gospodyni domowa
- 2006: Płacz w ciemności jako matka

## Wyróżnienia
Posiada swoją gwiazdę na Hollywoodzkiej Alei Gwiazd.